# Pierre Arrambide
 (octobre 2018).
Si vous disposez d'ouvrages ou d'articles de référence ou si vous connaissez des sites web de qualité traitant du thème abordé ici, merci de compléter l'article en donnant les références utiles à sa vérifiabilité et en les liant à la section « Notes et références ».
Pas d'image ? Cliquez ici
Pierre Arrambide, né le[Quand ?][Où ?], est un joueur français de rugby à XV évoluant au poste de demi d'ouverture.

## Biographie
Originaire de Mazamet, dans le Tarn, Pierre Arrambide est d’abord joueur au SC Mazamet en 1re division nationale, puis à Avignon, toujours en 1re division. Il est champion de France universitaire en 1976.
Après sa carrière sportive, il est nommé conseiller technique régional de rugby pour la Fédération française de rugby de 1991 à 1999. À la suite de cette mission, il reprit son poste de professeur d'EPS au collège Marcel Pagnol de Sérignan où il entraîne la section sportive de rugby de 1999 à 2016.
Il est successivement entraîneur du SC Mazamet en 1re division de 1995 à 1998, de Montpellier en Pro D2 de 1998 à 2000, du RC Narbonne avec Pierre Berbizier qui évolue en Top 14 où ils sont finalistes du Bouclier européen.
En 2002, il part entraîner Carcassonne en Pro d2 pendant 3 ans. Puis il sera manager sportif du club Plage d'Orb en Fédérale 3 jusqu'en 2012. Il accepte ensuite le poste de directeur technique de l'AS Béziers en Pro D2.
Il termine sa carrière d’entraîneur en 2018 en tant que directeur technique du Rugby club plage d'Orb en Fédérale 3.
Retraité de l'éducation nationale, il encadre à partir de 2020 les Minimes (U14) et Cadets (U16) du Racing club narbonnais.

## Palmarès

### En tant que joueur
- Champion de France universitaire en 1976

### En tant qu'entraîneur
- Finaliste du Bouclier européen en 2001